# Callyspongia claviformis
Callyspongia claviformis är en svampdjursart som först beskrevs av Kieschnick 1896.  Callyspongia claviformis ingår i släktet Callyspongia och familjen Callyspongiidae. Inga underarter finns listade i Catalogue of Life.